# Life Force Radio
Albums de Afu-Ra
Body of the Life Force
(2000) Afu-Ra Presents Perverted Monks
(2004)
Singles
1. Crossfire
Sortie : 2002

Life Force Radio est le deuxième album studio d'Afu-Ra, sorti le 21 mai 2002.
L'album s'est classé 7e au Heatseekers, 17e au Top Independent Albums, 29e au Top R&B/Hip-Hop Albums et 184e au Billboard 200 .

## Liste des titres
| No  | Titre                                              | Contient un (des) sample(s) de                                                             | Durée |
| --- | -------------------------------------------------- | ------------------------------------------------------------------------------------------ | ----- |
| 1.  | Asun/The Message                                   |                                                                                            | 1:21  |
| 2.  | Scat Man                                           |                                                                                            | 3:17  |
| 3.  | Stick Up (featuring Big Daddy Kane)                | The Main Event de Special Teamz                                                            | 3:43  |
| 4.  | Hip Hop                                            | Tell Me That You Love Me de James Brown                                                    | 4:07  |
| 5.  | Crossfire (featuring M.O.P.)                       | Defeat d'Afu-Ra                                                                            | 4:37  |
| 6.  | Open (featuring Teena Marie)                       | Jungle Eyes de Gene Page                                                                   | 4:22  |
| 7.  | Lyrical Monster                                    | The Look of Love des Dells                                                                 | 3:49  |
| 8.  | Miss You                                           |                                                                                            | 4:20  |
| 9.  | Perverted Monks                                    |                                                                                            | 3:51  |
| 10. | Ghetto City Streets (Skit)                         |                                                                                            | 1:22  |
| 11. | Readjustment                                       | The Smile de David Axelrod Seven Minutes of Funk de The Whole Darn Family                  | 4:20  |
| 12. | 1,2,3                                              |                                                                                            | 4:51  |
| 13. | Think Before You... (featuring Jahdan)             |                                                                                            | 4:09  |
| 14. | Aural Fixation (featuring Kenny Muhammed)          |                                                                                            | 4:20  |
| 15. | Sacred Wars (featuring The Blob et Don Parmazhane) |                                                                                            | 3:56  |
| 16. | Dangerous Language (featuring Bobby Digital)       | Born Under a Bad Sign de William Bell                                                      | 3:53  |
| 17. | Blvd. (featuring Guru)                             | Kungfusion de Charles Earland Defeat d'Afu-Ra Mortal Kombat d'Afu-Ra featuring Masta Killa | 3:56  |

| 18. | Whirlwind 2                                           |                             | 3:46 |
| 19. | Uno Momento (featuring RCA)                           |                             | 4:26 |
| 20. | Bigacts Littleacts (DJ Premier Remix) (featuring GZA) | Seraphim (Angel) de Caldera | 3:35 |